# Aspekthomonym
Aspekthomonym ist ein Fachbegriff aus der russischen Grammatik. Es handelt sich um Verben, bei denen der Verbstamm in der vollendeten und in der unvollendeten Form (fachsprachlich: im perfektiven und im imperfektiven Aspekt) gleich lautet, also ein Homonym ist. Oft haben diese Verben als Wortelement den Infix {-ова / -ova}.
Beispiele für aspekthomonyme Verben:
- ранить ránit'  „verwunden, verletzen“
- обещать obeščát'  „versprechen“
- фотографировать fotografírovat'  „photographieren“

Da der Aspekt ein zentrales Element der Russischen Sprache ist, muss er durch andere Mittel verdeutlicht werden:
1. durch den Wortakzent:
  - Beispiel rodit'  родить „gebären“: oná rodíla „sie war dabei zu gebären“, oná rodilá (pf.) „sie gebar“,
2. Hinzufügen eines zusätzlichen Präfix, um den perfektiven Aspekt zu markieren
  - Beispiel сфотографировать sfotografírovat'  „photographieren“ (pf.) (zusätzliche Markierung als Resultativ)
3. sekundäre Bildung des Imperfekts
  - Die Bildung des Imperfekts erfolgt bei Verben mit dem Infix {-ova} durch Verdopplung des Infix {-овывать / -o-vy-vat'}, also: организовать organizovát' (ipf., pf.), организовывать organizóvyvat'  (ipf.) „organisieren“